# Erwin Sietas
Erwin Sietas (Amburgo, 24 luglio 1910 – Amburgo, 19 luglio 1989) è stato un nuotatore tedesco.
Specializzato nella rana ha vinto la medaglia d'argento nei 200 m alle Olimpiadi di Berlino 1936, dopo il quarto posto a Amsterdam 1928 e il quinto a Los Angeles 1932.
È diventato uno dei Membri dell'International Swimming Hall of Fame.
È stato primatista mondiale dei 200 m rana.

## Palmarès
- Olimpiadi
  - Berlino 1936: argento nei 200 m rana.
- Europei
  - 1931 - Parigi: bronzo nei 200 m rana.
  - 1934 - Magdeburgo: oro nei 200 m rana.
  - 1938 - Londra: argento nei 200 m rana.